# FIFA World Cup All-Time Team
Il FIFA All-Time Team è una squadra di calcio fittizia comprendente alcuni dei migliori calciatori di sempre pubblicata dalla FIFA nel 1994. È composta da un undici calciatori, comprendenti un portiere, quattro difensori, tre centrocampisti e tre attaccanti . 
| Posizione                      | Giocatore         | Nazionali rappresentate al mondiale       |
| ------------------------------ | ----------------- | ----------------------------------------- |
| Portiere                       | Lev Yashin        | Unione Sovietica (1958, 1962, 1966, 1970) |
| Difensore (terzino)            | Djalma Santos     | Brasile (1954, 1958, 1962, 1966)          |
| Difensore (difensore centrale) | Franz Beckenbauer | Germania occidentale (1966, 1970, 1974)   |
| Difensore (difensore centrale) | Bobby Moore       | Inghilterra (1962, 1966, 1970)            |
| Difensore (terzino)            | Paul Breitner     | Germania occidentale (1974, 1982)         |
| Centrocampista                 | Johan Cruyff      | Paesi Bassi (1974)                        |
| Centrocampista                 | Michel Platini    | Francia (1978, 1982, 1986)                |
| Centrocampista                 | Bobby Charlton    | Inghilterra (1958, 1962, 1966, 1970)      |
| Attaccante                     | Garrincha         | Brasile (1958, 1962, 1966)                |
| Attaccante                     | Pelé              | Brasile (1958, 1962, 1966, 1970)          |
| Attaccante                     | Ferenc Puskás     | Ungheria (1954) Spagna (1962)             |